# Китурко, Ирина Фёдоровна
Ири́на Фёдоровна  Киту́рко (бел. Ірына Фёдараўна Кітурка ) (род. 1 июля 1970  — белорусский историк, доктор исторических наук, ректор Гродненского государственного университета имени Янки Купалы с 8 декабря 2017 года.
Делегат Всебелорусского народного собрания, член Экспертно-консультативного российско-белорусского Совета по истории, член Республиканского совета  по исторической политике при Администрации Президента Республики Беларусь, председатель комиссии по социальной политике и делам молодежи Гродненского областного Совета депутатов, член Президиума Совета ректоров Республики Беларусь, председатель правления Гродненской областной организационной структуры Республиканского государственно-общественного объединения «Белорусское общество «Знание».

## Биография
Родилась 1 июля 1970 в д.Чернавчицы Брестской области.
В 1993 году с отличием окончила Гродненский государственный университет имени Янки Купалы по специальности «История», в 2019 году – Институт государственной службы Академии управления при Президенте Республики Беларусь по специальности «Государственное и местное управление». 
Обучалась в  аспирантуре и докторантуре Института истории Национальной академии наук Беларуси. В 2002 году защитила диссертацию на соискание учёной степени кандидата исторических наук, в 2023 –  диссертацию на соискание ученой степени доктора исторических наук по специальности «Отечественная история», в мае 2024 года присвоена ученая степень доктора исторических наук.
Трудовую деятельность начала  учителем истории СШ № 23 г. Гродно в 1993 году, где проработала до 1998.
С 2001 по 2015 год занимала различные должности в Институте последипломного образования Гродненского государственного университета имени Янки Купалы: от преподавателя до декана факультета переподготовки. В 2016 году назначена первым проректором ГрГУ имени Янки Купалы.
7 декабря 2017 года Президент Республики Беларусь Александр Лукашенко дал согласие на назначение И.Ф. Китурко ректором учреждения образования «Гродненский государственный университет имени Янки Купалы» .

## Награды
- Благодарственные письма Президента Республики Беларусь (2020, 2025),
- Благодарность  Администрации Президента Республики Беларусь (2021),
- Благодарность Председателя Совета Республики Национального собрания Республики Беларусь (2024),
- Награждена нагрудным знаком «Лидер качества» Государственного комитета по стандартизации Республики Беларусь за личный вклад в повышение качества выпускаемой продукции и оказываемых услуг в 2024 году (2025).
- Почетная грамота Государственного секретариата Совета Безопасности Республики Беларусь (2023),
- Нагрудный знак Министерства образования «Отличник образования» (2022).
- Победитель республиканского конкурса «Женщина года – 2021» в номинации «За лидерство и успешное руководство»[2].

## Научная деятельность
Сфера научных интересов  – экономическая история Беларуси периода  Великого Княжества Литовского. Китурко И.Ф. – автор 2 монографий («Дзяржаўныя ўладанні на землях Беларусі ў другой палове XVII – XVIII ст.: палітыка гаспадарчага аднаўлення і развіцця», «Дзяржаўная мытная служба Вялікага Княства Літоўскага ў другой палове XVIII стагоддзя (1764 – 1795 гады)»), более 140 научных и научно-методических работ, учебников и учебных пособий для высших учебных заведений, неоднократно являлась руководителем проектов государственных программ научных исследований  и белорусского республиканского фонда фундаментальных исследований.